# سالکدو، ارماناس میرابال
سالکدو، ارماناس میرابال (به لاتین: Salcedo, Hermanas Mirabal) یک شهر در جمهوری دومینیکن است که در سانتو دومینگو واقع شده‌است.

## خصوصیات
سالکدو ۱۹۰٫۶ کیلومترمربع مساحت و ۴۵٬۲۹۹ نفر جمعیت دارد و ۱۹۶ متر بالاتر از سطح دریا واقع شده‌است.

## خواهرخوانده
شهر آتلانتا خواهرخوانده‌های سالکدو هستند.